# Andreas Krell
Andreas Joachim Krell (* 1962) ist ein deutscher Jurist und Hochschullehrer an der Universidade Federal de Alagoas UFAL (Maceió, Brasilien) und Professor für Post-Graduate-Studium der Rechtswissenschaften an der Federal University of Pernambuco UFPE(Recife, Brasilien).

## Leben
Andreas Krell studierte Rechtswissenschaft an der Freien Universität Berlin und legte dort 1986 das erste juristische Staatsexamen ab, 1990 folgte das Referendarexamen. Ebenfalls an der FU Berlin wurde er 1993 mit einer von Christoph Müller betreuten Arbeit zum Doktor der Rechtswissenschaften promoviert. Die Promotionsschrift erschien 1993 unter dem Titel „Kommunaler Umweltschutz in Brasilien. Juristische Rahmenbedingungen und praktische Probleme“.
Seit 1995 ist Krell Professor für Umweltrecht und Verfassungsrecht an der Bundesuniversität des Staates Alagoas (UFAL) in Maceió, seit 1996 außerdem Professor im Jura-Postgradierten-Programm der Bundesuniversität des Staates Pernambuco (UFPE), Recife.
Im Jahr 2006 wurde Andreas Krell zum Direktor der Juristischen Fakultät der UFAL gewählt, 2009 wiedergewählt. Seit 2009 ist er darüber hinaus Vertreter des Bereichs Rechtswissenschaften im Beirat des Nationalen Rates für Forschung und Technologische Entwicklung (CNPq) der brasilianischen Bundesregierung.

## Schriften (Auswahl)
- Kommunaler Umweltschutz in Brasilien. Juristische Rahmenbedingungen und praktische Probleme. (Schriften der deutsch-brasilianischen Juristenvereinigung; 21). Peter Lang Verlag, Frankfurt/M. 1993, ISBN 3-631-46678-1 (zugl. Dissertation, FU Berlin 1993).
- 10 Jahre brasilianische Bundesverfassung. Rechtsdogmatische und rechtssoziologische Aspekte der Entwicklung des Grundrechtsschutzes. In: Verfassung und Recht in Übersee, Bd. 32 (1999), S. 8–30, ISSN 0506-7286.
- Direitos sociais e controle judicial no Brasil e na Alemanha. Os (des) caminhos de um direito constitucional "comparado". S.A. Fabris Editor, Porto Alegre 2002, ISBN 85-7525-196-1.
- O Município no Brasil e na Alemanha. Direito e administração pública comparados. Oficina Municipal, São Paulo 2003, ISBN 85-89739-02-3.
- A aplicação do direito ambiental no estado federativo. Lumen Juris, Rio de Janeiro 2005, ISBN 85-7387-685-9.
- Desenvolvimento sustentável às avessas nas praias de Maceió, AL. A liberação de espigões pelo novo código de urbanismo e edificações. EDUFAL, Maceió 2008, ISBN 978-85-7177-403-2.
- Leis de Normas Gerais. Regulamentação do Poder Executivo e Cooperação Intergovernamental em Tempos de Reforma Federativa. Fórum Press, Belo Horizonte 2008.
- Die normative Ausgestaltung des brasilianischen Umweltrechtes und die Hauptprobleme seiner methodisch abgesicherten Anwendung: auf dem Weg zu einer produktiveren Dogmatik. Jahrbuch des Offentlichen Rechts der Gegenwart, v. 62, p. 693–712, 2014.
- Entre desdém teórico e aprovação na prática: os métodos clássicos de interpretação jurídica. Revista Direito GV, v. 19, p. 295–320, 2014.
- A hermenêutica ontológica de Martin Heidegger, o seu uso da linguagem e sua importância para a área jurídica. REVISTA BRASILEIRA DE ESTUDOS POLÍTICOS, v. 113, p. 101–147, 2016.
- (mit Pedro de Oliveira Alves). Autarchy zones in Brazilian legal decisions. Revista Direito e Praxis. v. 13, p. 2444–2470, 2022.